# 장방 (전한)
장방(張放, ? ~ 기원전 6년)은 전한 말기의 관료로, 경조윤 두릉현(杜陵縣) 사람이다. 대사마 장안세의 현손이자 태복 장연수의 증손이다. 어머니가 원제의 누이동생 경무공주였기 때문에, 원제의 뒤를 이어 즉위한 성제의 총애를 받았다.

## 생애
홍가 연간, 성제는 무제를 본받아 측근들과 연회를 즐겼다. 평소 성제의 총애를 받은 장방은 외척 허가의 딸과 혼인하였고, 시중·중랑장으로 임용되었다. 비록 부를 열지는 못했지만 위세는 장군과 다름없었으며, 성제와 잠자리를 같이하고 출궁할 때에도 함께하는 등 오랫동안 총애를 받았다.
천하에 천재지변이 일어났을 때, 승상 설선과 어사대부 적방진은 장방이 저지른 잘못을 들춰내어 탄핵하였다. 장방은 북지도위로 좌천되었으나, 몇 달 후 다시 조정에 시중으로 복귀하였다. 하지만 태후가 다시 장방의 이야기를 들추었기 때문에, 장방은 다시 천수속국도위로 발령되었다.
비록 장방은 오랫동안 변방에 나가 있었지만, 성제는 여러 차례 편지를 써 안부를 물었다. 한 해 남짓 지나 경무공주가 병들자 장방을 불러들였고, 몇 달 후 병이 낫자 하동도위로 전출시켰다. 성제는 장방을 좋아하였으나 태후와 대신들이 견제하였기 때문에, 장방을 내보낼 때마다 눈물을 흘리며 배웅하였다.
나중에 장방은 다시 부름을 받아 시중·광록대부가 되고 봉록이 중이천석에 이르렀으나, 한 해 남짓 지나 승상 적방진이 다시 장방을 탄핵하였다. 성제는 어쩔 수 없이 장방을 파면하면서도, 5백만 전을 주어 봉국으로 가게 하였다. 몇 달 후 성제가 붕어하였고, 장방은 성제를 그리워하며 곡하다가 죽었다. 시호를 사(思)라 하였고, 아들 장순이 작위를 이었다.

## 출전
- 반고, 《한서》
  - 권18 외척은택후표
  - 권59 장탕전

| 선대 아버지 부평공후 장림 | 전한의 부평후 기원전 32년 ~ 기원전 6년 | 후대 아들 장순 |